# Björntjärnen (Vänjans socken, Dalarna, 677183-139487)
Björntjärnen är en sjö i Mora kommun i Dalarna och ingår i Dalälvens huvudavrinningsområde.